# Franz Moritz von Lacy
Franz Moritz von Lacy, avstrijski feldmaršal, * 21. oktober 1725, † 24. november 1801.
1. 1 2  Encyclopædia Britannica
2. 1 2  Brockhaus Enzyklopädie
3. 1 2  Record #118778404 // Gemeinsame Normdatei — 2012—2016.
4. ↑  Dr. Constant v. Wurzbach Lacy, Franz Moriz Graf von // Biographisches Lexikon des Kaiserthums Oesterreich: enthaltend die Lebensskizzen der denkwürdigen Personen, welche seit 1750 in den österreichischen Kronländern geboren wurden oder darin gelebt und gewirkt haben — Wien: 1856. — Vol. 13. — S. 464.